# Сякотан (посёлок)
Сякотан (яп. 積丹町 Сякотан-тё:) — посёлок в Японии, находящийся в уезде Сякотан округа Сирибеси губернаторства Хоккайдо. Площадь посёлка составляет 238,21 км², население — 2365 человек (30 июня 2014), плотность населения — 9,93 чел./км².

## Географическое положение
Посёлок расположен на острове Хоккайдо в губернаторстве Хоккайдо. С ним граничат посёлок Фурубира и село Камоэнай.

## Население
Население посёлка составляет 2365 человек (30 июня 2014), а плотность — 9,93 чел./км². Изменение численности населения с 1980 по 2005 годы:
| 1980 | 4910 чел. |  |
| 1985 | 4271 чел. |  |
| 1990 | 4012 чел. |  |
| 1995 | 3648 чел. |  |
| 2000 | 3149 чел. |  |
| 2005 | 2860 чел. |  |